# ۱۰۱۱ (قمری)
۱۰۱۱ (قمری)، هزار و یازدهمین سال در گاهشماری هجری قمری است. اول محرم این سال برابر با بیست و یکم ژوئن سال ۱۶۰۲ میلادی است.مهران رضایی